# Єрґ Луке
Єрґ Луке (нім. Jörg Lucke, 7 січня 1942) — німецький академічний веслувальник.
Олімпійський чемпіон 1968 (розпашні двійки без стернового), 1972 (розпашні двійки зі стерновим) років.
Чемпіон світу 1975 року в складі розпашної двійки зі стерновим, срібний призер 1974 року в складі розпашної двійки зі стерновим, бронзовий призер 1966 року в складі вісімки.
Чемпіон Європи 1971 року в складі розпашної двійки зі стерновим, срібний призер 1969 (розпашні четвірки зі стерновим), 1973 (розпашні двійки зі стерновим) років.